# Блатна (Нови Град)
Блатна је насељено мјесто у општини Нови Град, Република Српска, БиХ. Према попису становништва из 2013. године, у насељу је живјело 369 становника.

## Географија
На подручју насеља се налази „Родића пећина“.

## Становништво
| Националност       | 1991. | 1981. | 1971. | 1961. |
| Срби               | 420   | 472   | 466   | 467   |
| Југословени        | 19    | 5     | 1     |       |
| Муслимани          | 2     |       | 2     |       |
| Хрвати             | 2     |       |       |       |
| Мађари             |       | 1     | 3     |       |
| остали и непознато |       |       | 1     |       |
| Укупно             | 443   | 478   | 473   | 467   |

| Демографија | Демографија | Демографија |
| Година      | Становника  | Становника  |
| ----------- | ----------- | ----------- |
| 1948.       | 397         |             |
| 1953.       | 453         |             |
| 1961.       | 467         |             |
| 1971.       | 473         |             |
| 1981.       | 478         |             |
| 1991.       | 443         |             |
| 2013.       | 369         |             |

## Знамените личности
- Лазар Дрљача, српски сликар

## Белешка
1. ↑  Муслимани се данас изјашњавају као Бошњаци.